# Эволюция: Битва за Утопию
Эволюция: Битва за Утопию (англ. Evolution: Battle for Utopia) — мобильная игра, совмещающая жанры Action RPG и Strategy. Вошла в коллекцию лучших игр года «Лучшее 2014» по версии App Store и Google Play. Игра распространяется по модели Free-to-play.

## Игровой процесс
Геймплейно игра разделяется на несколько фаз. Игрок должен провести Коммандора и его отряд по всем локациям игры, наполненным разнообразными врагами и боссами. Сражаться с ними можно, используя различные виды оружия, экипировки и умений. Бои проходят в реальном времени, при этом игрок активно влияет на ход сражения. Зачищенную от врагов локацию можно терраформировать — в этом случае она превратится из пустыни в цветущую местность. Это необходимо для получения бонусов и постройки некоторых зданий. Развитие базы предоставляет доступ к разнообразным ресурсам, которые необходимы для создания экипировки для Коммандора и его Напарников. Производство и развитие разнообразных технологий является ключевым аспектом игры, так как позволяет побеждать более сильных врагов. Также в игре присутствует PvP-режим и множество мини-игр.

## Сюжет
В игре «Эволюция: Битва за Утопию» игрок исследует планету Утопия, которая когда-то считалась заменой Земли, зараженной опасным вирусом. Из-за большого количества беженцев планета оказалась перенаселена, ресурсов не хватало и отчаявшиеся беженцы решили штурмовать Грин-Сити, единственный большой город на планете. Видя неминуемую гибель города, его правитель Адам Круз приказал искусственному интеллекту под именем Доминион уничтожить Грин-сити. Доминион вызвал перегрузку реакторов, вырабатывавших энергию для города, что привело к взрыву такой силы, что он расколол материк. С этого момента связь с планетой была потеряна. К тому моменту оставшиеся на Земле сумели победить вирус и направили новую экспедицию к Утопии. С момента прибытия Экспедиции на планету начинается основное действие игры.

## Отзывы и рецензии об игре
Игра была хорошо воспринята игроками и прессой и заслужила высокие оценки от таких изданий, как 148Apps, Gamezebo, Games.Mail.Ru и других.
Также игра была отмечена как одна из лучших игр 2014 года редакциями платформ iTunes и Google Play.